# はがねオーケストラ
『はがねオーケストラ』はハンビットユビキタスエンターテインメントから2016年10月にリリースされたゲームアプリ。同時期にテレビアニメも開始。略称は『はがオケ』。
「はがね」と呼ばれる装甲戦闘車両を駆使し、カスタマイズ&バトルを展開していく。

## アプリ
2016年10月8日にAndroid版のサービスを開始、iOS版は10月22日サービス開始。
2018年5月31日をもってサービス終了した。

## キャラクター
クリス / A-00819
声 - 斉藤壮馬
主人公。ゲームでは名前の変更が可能。
DEN-TAN
声 - 佐々木啓夫
クリスの所有する、自意識を持つ携帯端末。
クレハ
声 - 筒井絵理奈
防衛隊総隊長代理。
マーシャ
声 - 佐藤あずさ
行商人。だがその正体は…。
ナナカ
声 - 松井恵理子
はがねの整備士。
カコ
声 - 水原薫
防衛隊隊員。脱ぎ癖がある。
カジカ
声 - 榎木淳弥
防衛隊員。
ヤナギ
声 - 畠山豪介
防衛隊員。
ハンゾウ
声 - 徳石勝大
マーシャ親衛隊の隊員。
ツバキ
声 - 中恵光城
宿屋「燕屋」の若女将。
結月ゆかり
声 - 結月ゆかり
森のなかで暮らしていたずぼらな少女。本作のチュートリアルを担当。声はVOICEROIDの結月ゆかりをそのまま使用している。
弦巻マキ
声 - 弦巻マキ
ゆかりとともに暮らしていた少女。本作のチュートリアルを担当。声はVOICEROIDの弦巻マキ（VOICEROID+ 民安ともえ）をそのまま使用している。

## テレビアニメ
2016年10月10日より12月26日までTOKYO MXにて月曜1時（日曜深夜）に5分枠の短編アニメとして放送された。放送と同時にニコニコチャンネルにて配信された。ゲームの本編とは内容的に別物で『ゲームの宣伝』に徹したセルフマーケティングな作品となる。

### スタッフ
- 原作 - Hanbit Ubiquitous Entertainment
- 監督 - 太田雅彦
- 演出 - 荒井省吾
- シリーズ構成・脚本 - あおしまたかし
- キャラクター原案 - 今野隼史
- キャラクターデザイン・総作画監督 - 大隈孝晴
- はがね設定 - 和田たくや
- 美術設定 - 加藤浩、米川信悟
- 美術監督 - 加藤浩
- 色彩設計 - 津守裕子
- 撮影監督 - 堀野大輔
- 編集 - 小野寺絵美
- 音響監督 - えびなやすのり
- 音楽 - 三澤康広
- アニメーションプロデューサー - 高山晃
- アニメーション制作 - ファンワークス

### 各話リスト
| 話数   | サブタイトル                 | 絵コンテ | 作画監督                                    |
| ------ | ---------------------------- | -------- | ------------------------------------------- |
| 第1話  | やっちゃった♪                | 太田雅彦 | 大隈孝晴                                    |
| 第2話  | 妄想による風評被害!?         | 太田雅彦 | 渡辺るりこ 岡戸智凱（メカ）                 |
| 第3話  | どこのメーカーもやってますわ | 荒井省吾 | 松崎嘉克                                    |
| 第4話  | で、どうなったの?            | 荒井省吾 | 渥美智也                                    |
| 第5話  | ダウンロォォォォド!          | 太田雅彦 | 大西陽一                                    |
| 第6話  | さすがにこれはないっすわ     | 荒井省吾 | 渥美智也                                    |
| 第7話  | では、僭越ながら             | 太田雅彦 | 川島尚、伊藤大翼 池田有（メカ）             |
| 第8話  | マキさんとは絶交です         | 太田雅彦 | 渡辺るりこ、大西陽一 渥美智也               |
| 第9話  | 一理ある                     | 荒井省吾 | 松崎嘉克                                    |
| 第10話 | 俺を信じてくれるか?          | 太田雅彦 | 山田桃子                                    |
| 第11話 | ふふ、可愛い子……             | 荒井省吾 | 伊藤大翼 岡戸智凱（メカ）                   |
| 第12話 | てなわけで                   | 太田雅彦 | 大隈孝晴、伊藤大翼 池田有・岡戸智凱（メカ） |

### DVD
2017年4月14日発売。

## ウェブラジオ
ニコニコチャンネルのHUEチャンネルにて「はがラジ」を2015年12月28日より、オンラインRPG『アークサイン』Webラジオ「ギリラジ」を継承した形で不定期で配信中。「男子校RADIO」「女子校RADIO」の交互に配信される。パーソナリティは女子校RADIOは松井恵理子、筒井絵理奈、佐藤あずさ、男子校RADIOは榎木淳弥、徳石勝大、畠山豪介。
第5回からFaceRig+Live2Dを使用し、表情が動くようになった。
- Part01 女子校 1限目 2015年12月28日配信
- Part02 男子校 1限目 2016年1月08日配信
- Part03 男子校 2限目 2016年1月19日配信
- Part04 男子校 3限目 2016年1月29日配信
- Part05 女子校 声優とゲームクリエイターが入試体験を語ってみた! 2016年2月12日配信
- Part06 女子校 声優とゲームクリエイターが就職について語ってみた! 2016年2月29日配信
- Part07 男子校 4限目 2016年4月09日配信
- Part08 男子校 5限目 2016年4月27日配信
- Part09 女子校 4限目 2016年6月17日配信